# Wileńska wieża telewizyjna
Wileńska wieża telewizyjna (lit. Vilniaus televizijos bokštas) – wieża telewizyjna o wysokości ponad 326 metrów, zlokalizowana w Wilnie na Litwie. 
Wieża ta mająca 326,47 metrów wysokości  (przy +20 °C oraz o 16 cm mniej przy –20 °C) jest najwyższą wolno stojącą budowlą w kraju (8. w Europie i 26. na świecie). Użytkuje ją litewskie centrum radiowe i telewizyjne. Budowa wieży rozpoczęła się w maju 1974 roku i trwała do końca 1980 roku. Szacuje się, że cała konstrukcja waży ok. 25 tysięcy ton. Do wysokości 190 metrów jest zbudowana z żelazobetonu, natomiast górne 136 metrów stanowi stalowa część konstrukcji. Taras widokowy jest na wysokości 165 metrów i znajduje się tam kawiarnia. Platforma widokowa wykonuje jeden obrót w ciągu 45 minut. Szybkie windy w 45 sekund zawożą pasażerów na tę wysokość. W czasie dobrej pogody widoczność z tarasu sięga 50 kilometrów. Z dachu platformy obserwacyjnej udostępniono możliwość wykonywania skoków bungee. Od roku 2000 wieża jest dekorowana w czasie świąt Bożego Narodzenia jak choinka, a podczas koszykarskich mistrzostw świata 2006 oraz Eurobasket – 2011 była ozdobiona wielką koszykarską siatką.
Wieża odegrała zasadniczą rolę w wydarzeniach z 13 stycznia 1991 roku, kiedy to 14 cywilów zginęło, a 700 zostało rannych w wyniku szturmu wojska, gdy zorganizowano tam protest przeciw zajęciu wieży przez Armię Radziecką. Na parterze wieży mieści się małe muzeum poświęcone tym wydarzeniom. 